# 601. peruť (Izrael)
5601. peruť (hebrejsky טייסת 601‎), také známá jako „Manat“ (hebrejsky מנ"ט‎, akronym pro Merkaz Nisu'ey Tisa, hebrejsky מרכז ניסויי טיסה‎, doslova Letecké zkušební středisko) je peruť Izraelského vojenského letectva zodpovědná za testování letadel a jejich výzbroje, úpravy draků a integraci avioniky do nich.
Ačkoliv současný útvar byl zformován až v roce 1978, může navazovat na dřívější leteckou zkušební jednotku vzniklou v březnu 1950.
Jednotka je dislokovaná na základně Tel Nof a skládá se z letové části, zahrnující zkušební piloty a letecké inženýry, technické části pověřené údržbou letadel, sekce avioniky a sekce bezpilotních letounů působící na základně Palmachim. Peruť vždy provozuje alespoň jeden plně vybavený exemplář každého prvoliniového bojového typu nacházejícího se ve výzbroji Izraelského vojenského letectva. Disponuje také řadou bezpilotních letadel a v případě potřeby může využít vrtulníky a transportní letouny poskytnuté jinými perutěmi.
Mezi jednotkou v současnosti užívané letouny patří čtyři F-16 Fighting Falcon, představující čtyři odlišné varianty typu sloužící v Izraeli: F-16C Block 30 číslo 301, F-16D Block 30 č. 020, F-16D Block 40 č. 601 a F-16I Block 52+ Sufa č. 401. Stroj F-16D č. 601, označený CK-1, byl společností Lockheed upraven tak aby splňoval specifické požadavky pro letové zkoušky. Další stroj provozovaný perutí je F-15I Ra'am č. 201 (sériové číslo 94-0286), první vyrobený exemplář varianty F-15I.
Útvar se také podílel na zkouškách a hodnocení cizích typů letadel, včetně syrského MiGu-23 jehož pilot uletěl do Izraele v říjnu 1988 a dvojice MiGů-29 zapůjčených letectvem některého evropského státu v roce 1995. Během jejich pobytu v Izraeli jeden z nich dokonce nesl emblém peruti.
Manat úzce spolupracuje s izraelským obranným průmyslem, a podílí se na zkouškách jeho výrobků. Mezi projekty s nimiž byla peruť spojena, patří řízené střely Python, Popeye II a Rafael Spice.